# Nothing Happens
Nothing Happens è il primo album in studio del gruppo musicale statunitense Wallows, pubblicato nel 2019.

## Tracce
1. Only Friend – 3:01
2. Treacherous Doctor – 2:43
3. Sidelines – 3:00
4. Are You Bored Yet? (featuring Clairo) – 2:58
5. Scrawny – 2:46
6. Ice Cold Pool – 3:57
7. Worlds Apart – 4:14
8. What You Like – 3:21
9. Remember When – 2:35
10. I'm Full – 3:42
11. Do Not Wait – 6:30

## Formazione
- Dylan Minnette – voce, chitarra, basso, tastiera
- Braeden Lemasters – voce, chitarra, basso
- Cole Preston – batteria, chitarra, tastiera, piano, cori